# Liste von Fahrzeugtuningunternehmen
Die Liste von Tuningunternehmen listet Unternehmen auf, die im Bereich Fahrzeugtuning tätig waren oder sind.

## Liste
| Tuner                     | Firma                                        | Serienmodell-Hersteller                                             | Beziehung zum Serienmodell-Hersteller und Anmerkungen                                                                          |
| ------------------------- | -------------------------------------------- | ------------------------------------------------------------------- | --- |
| 9ff                       | 9ff Engineering GmbH                         | Porsche                                                             | unabhängig, Tuner für Porsche                                                                                                  |
| Abarth                    | Abarth & C. S.p.A                            | Fiat                                                                | Tochtergesellschaft der Fiat Group Automobiles                                                                                 |
| Abt                       | Abt Sportsline GmbH                          | Audi, VW, Škoda, Seat                                               | unabhängig, Tuner und Motorsportpartner für Modelle des Volkswagen-Konzerns                                                    |
| AC Schnitzer              | AC Schnitzer                                 | BMW, Mini                                                           | unabhängig, Teil der Kohl-Gruppe                                                                                               |
| Alpina                    | Alpina Burkard Bovensiepen GmbH & Co. KG     | BMW                                                                 | unabhängiger Automobilhersteller und Tuner für BMW-Modelle                                                                     |
| AMG                       | Mercedes-AMG GmbH                            | Mercedes-Benz                                                       | Tochtergesellschaft der Mercedes-Benz Group                                                                                    |
| Arden                     | Arden Automobilbau GmbH                      | Jaguar, Range Rover, Bentley und Mini                               | unabhängig, Automobilhersteller und Tuner für britische Fahrzeuge                                                              |
| Audi RS                   | Audi Sport GmbH                              | Audi                                                                | Tochtergesellschaft von Audi, ehem. Quattro GmbH                                                                               |
| Autech Japan              | Autech Japan, Inc.                           | Nissan                                                              | Tochtergesellschaft von Nissan                                                                                                 |
| Autodelta                 | Autodelta                                    | Alfa Romeo                                                          | bis 1986 Tochtergesellschaft von Alfa Romeo                                                                                    |
| Autosfibra                | Autosfibra Ltda.                             | Nachbauten von Ferrari, Porsche                                     | unabhängiger Fahrzeughersteller aus Itajaí, Brasilien                                                                          |
| Barrett & Perret Electric | Barrett & Perret Electric                    | Baker & Elberg Electric                                             | wahrscheinlich das erste Tuningunternehmen überhaupt; aus New York, NY, USA                                                    |
| Bartek Motorsport         | BAR-TEK Motorsport GmbH                      | Audi, Volkswagen, Seat, Skoda                                       | unabhängig, Tuner hauptsächlich für Audi und andere Volkswagen Marken, Schwerpunkt auf Leistungssteigerung und Motortuning     |
| BMW M                     | BMW M GmbH                                   | BMW                                                                 | Tochtergesellschaft von BMW |
| Brabus                    | Brabus GmbH                                  | Mercedes-Benz, smart                                                | unabhängig, Automobilhersteller und Tuner für Modelle der Mercedes-Benz Group, Porsche, Land Rover Range Rover und Rolls Royce |
| Carlsson                  | Carlsson Autotechnik GmbH                    | Mercedes-Benz, smart                                                | unabhängig, Automobilhersteller und Tuner für Mercedes-Benz und smart                                                          |
| DC                        | DC Design Pvt. Ltd.                          | Prototypen, Einzelstücke, Umbauten                                  | unabhängiger Kleinserienfahrzeuge aus Mumbai, Indien                                                                           |
| G-POWER                   | G-POWER GmbH                                 | BMW, AMG                                                            | unabhängig, Tuner für BMW und AMG, Hersteller von Fahrzeugen in Einzelfertigung                                                |
| Gemballa                  | Gemballa GmbH                                | Porsche, McLaren                                                    | unabhängig |
| Gigamot                   | Gigamot AG                                   | BMW, Mini                                                           | unabhängig, Tuner und Motorsport für Modelle der BMW Group, Mini und BMW                                                       |
| Gordini                   | Renault Gordini                              | Renault                                                             | ehemaliger Formel 1 Rennstall, jetzt Tuningabteilung von Renault                                                               |
| Hamann                    | Hamann GmbH                                  | Mini, BMW, Fiat, Porsche, Land Rover, Bentley, Ferrari, Lamborghini | unabhängiger Automobilhersteller, Tuner ursprünglich BMW und inzwischen verschiedene Marken                                    |
| Hartge                    | Herbert Hartge GmbH & Co. KG                 | BMW, Mini                                                           | unabhängiger Automobilhersteller, Tuner für BMW und Mini                                                                       |
| Heico Sportiv             | Heico Sportiv GmbH & Co KG                   | Volvo                                                               | unabhängiger Tuner und Motorsportteam                                                                                          |
| Ihle                      | Gebrüder Ihle, Bruchsal                      | Dixi, BMW, DKW                                                      | ehemaliger Kleinserienhersteller von individuellen Automobilkarosserien                                                        |
| Irmscher                  | Irmscher Automobilbau GmbH & Co.KG           | Opel, Chevrolet, Buick, Cadillac                                    | unabhängig, Tuner für GM |
| Kamei                     | KAMEI GmbH & Co. KG                          | Volkswagen                                                          | unabhängig, Tuner hauptsächlich für Volkswagen                                                                                 |
| Laurel                    | Laurel Motors Corporation                    | Ford                                                                | 1920er und 1930er Jahre |
| Lorinser                  | Sportservice Lorinser GmbH                   | Mercedes-Benz                                                       | unabhängig, Tuner hauptsächlich für Mercedes-Benz                                                                              |
| Mansory                   | Mansory GmbH                                 | Porsche, BMW, Range Rover, Lotus Cars, Lamborghini                  | unabhängig |
| MG                        | MG Cars Ltd.                                 | Rover Group                                                         | bis 2005 im Besitz von MG Rover Group                                                                                          |
| MK-Motorsport             | MK-Motorsport Krankenberg GmbH               | BMW                                                                 | unabhängig, Tuner und BMW Rennsportteam                                                                                        |
| Mopar                     | Motorparts                                   | Chrysler, Dodge, Jeep                                               | Teil von Chrysler |
| Moshammer                 | Moshammer Automotive Design Manufaktur       | Porsche, Mercedes, BMW                                              | unabhängig, Edel-Tuner hauptsächlich für Porsche mit Sitz in Berlin                                                            |
| mtm                       | mtm Motorentechnik Mayer GmbH                | Audi, Volkswagen, Seat, Skoda                                       | unabhängig, Tuner hauptsächlich für Audi und andere Volkswagen-Marken                                                          |
| Mugen                     | M-TEC Co. Ltd.                               | Honda                                                               | unabhängig, Tuner für Honda |
| Mulliner                  | Bentley Motors Limited                       | Bentley                                                             | Abteilung von Bentley zur Fahrzeugindividualisierung                                                                           |
| Nismo                     | Nissan Motorsports International             | Nissan                                                              | Teil von Nissan für Motorsport und Tuning                                                                                      |
| Novitec                   | Novitec GmbH & Co. KG                        | Ferrari, Lamborghini, McLaren, Maserati, Rolls-Royce, Tesla         | unabhängiger Automobilhersteller und Tuner                                                                                     |
| OPC                       | Opel Performance Center GmbH                 | Opel                                                                | Tochtergesellschaft von Opel                                                                                                   |
| RUF                       | RUF Automobile GmbH                          | Porsche                                                             | unabhängiger Automobilhersteller und Tuner für Porsche                                                                         |
| Smith Performance         | Smith Performance UG (haftungsbeschränkt)    | BMW, Mini, Porsche                                                  | unabhängiger Tuner für BMW, Mini, Porsche                                                                                      |
| SRT                       | Street and Racing Technology                 | Chrysler, Dodge, Jeep                                               | Tochtergesellschaft von Chrysler                                                                                               |
| STARTECH                  | CRD CAR RESEARCH & DEVELOPMENT GmbH & Co. KG | Chrysler, Dodge, Jeep, Jaguar, Land Rover                           | unabhängig, Teil der Brabus-Group                                                                                              |
| Steinmetz                 | Steinmetz Opel Tuning                        | Opel                                                                | unabhängig, Teil der Kohl-Gruppe                                                                                               |
| Street Customs Berlin     | Street Customs Berlin                        | ohne Hersteller-Bezug                                               | ehemalige Niederlassung der West Coast Customs in Berlin                                                                       |
| STi                       | Subaru Tecnica International Inc.            | Subaru                                                              | Tochtergesellschaft von Subaru (FHI)                                                                                           |
| TTE                       | Toyota Motorsport GmbH                       | Toyota                                                              | Tochtergesellschaft von Toyota                                                                                                 |
| Thunderbike               | Thunderbike Harley-Davidson                  | Harley-Davidson                                                     | unabhängiger Fahrzeughersteller, Vertragspartner von Harley-Davidson                                                           |
| Volkswagen R              | Volkswagen R GmbH                            | VW                                                                  | Tochtergesellschaft von Volkswagen                                                                                             |
| Wendland                  | Wendland Motorentechnik GmbH                 | Porsche, Audi, VW, Seat, Skoda                                      | unabhängig, Tuner hauptsächlich für Porsche und Rennsportteam                                                                  |
| West Coast Customs        | West Coast Customs Inc.                      | ohne Hersteller-Bezug                                               | Fahrzeugveredler aus Corona (Kalifornien), USA                                                                                 |